# Pieperij
 Pieperij  is een buurtschap in de gemeente De Wolden, provincie Drenthe (Nederland). De buurtschap is gelegen aan de zuidkant van Drenthe tegen de grens met Overijssel bij Oud Avereest. Voor de gemeentelijke herindeling van Drenthe in 1998 behoorde de buurtschap tot de gemeente Zuidwolde.
De naam Pieperij zou afgeleid van een duiker (piepe), die in een waterleiding (rie) was geplaatst om overtollig water naar de Reest af te voeren.
Veel woeste gronden in Pieperij gaan momenteel terug naar de natuur. Deze gronden zijn aan het begin van de twintigste eeuw door de Heidemij ontgonnen en daarna in cultuur gebracht. Het Drentse Landschap koopt hiervoor landbouwgronden op.

## Galerij

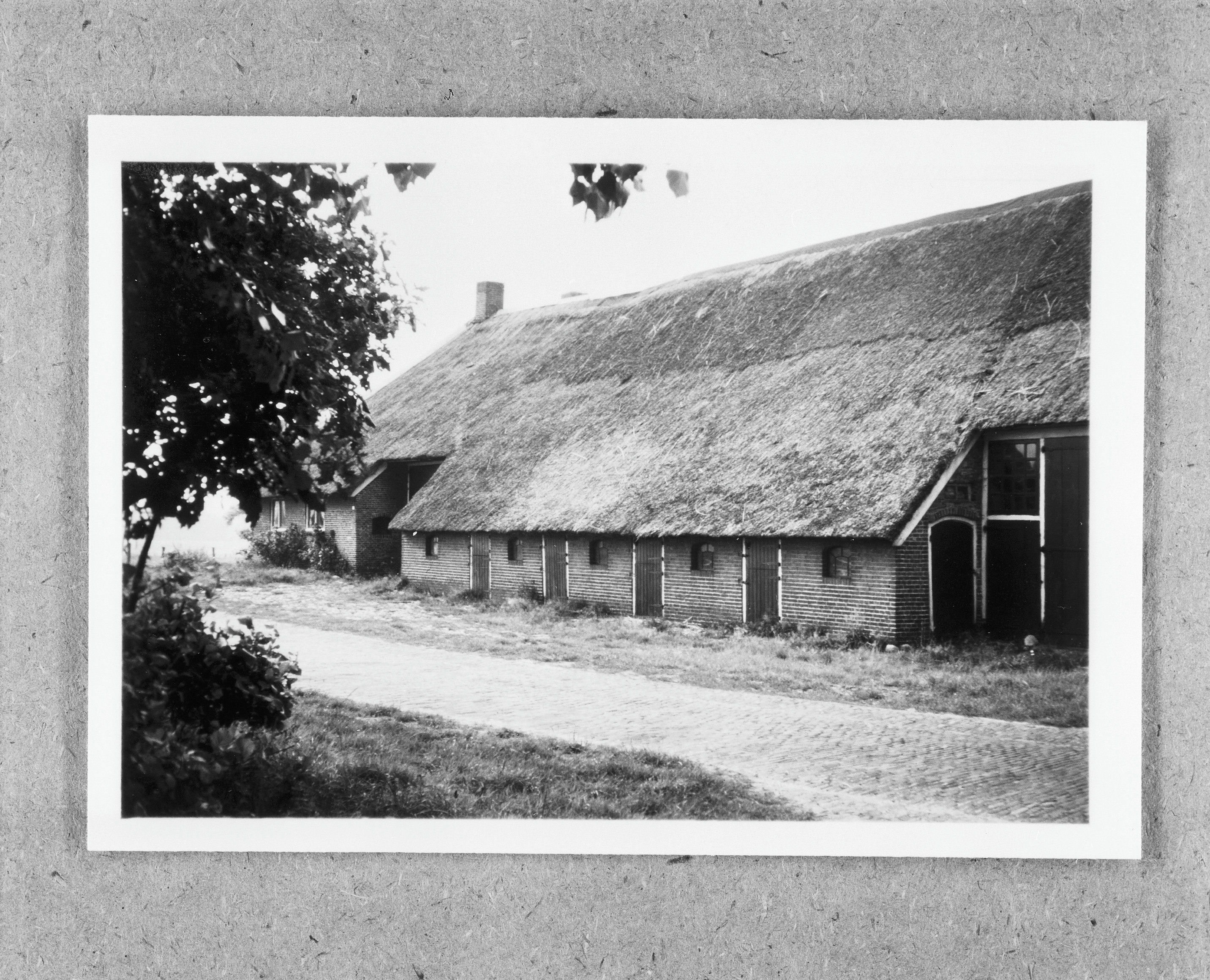
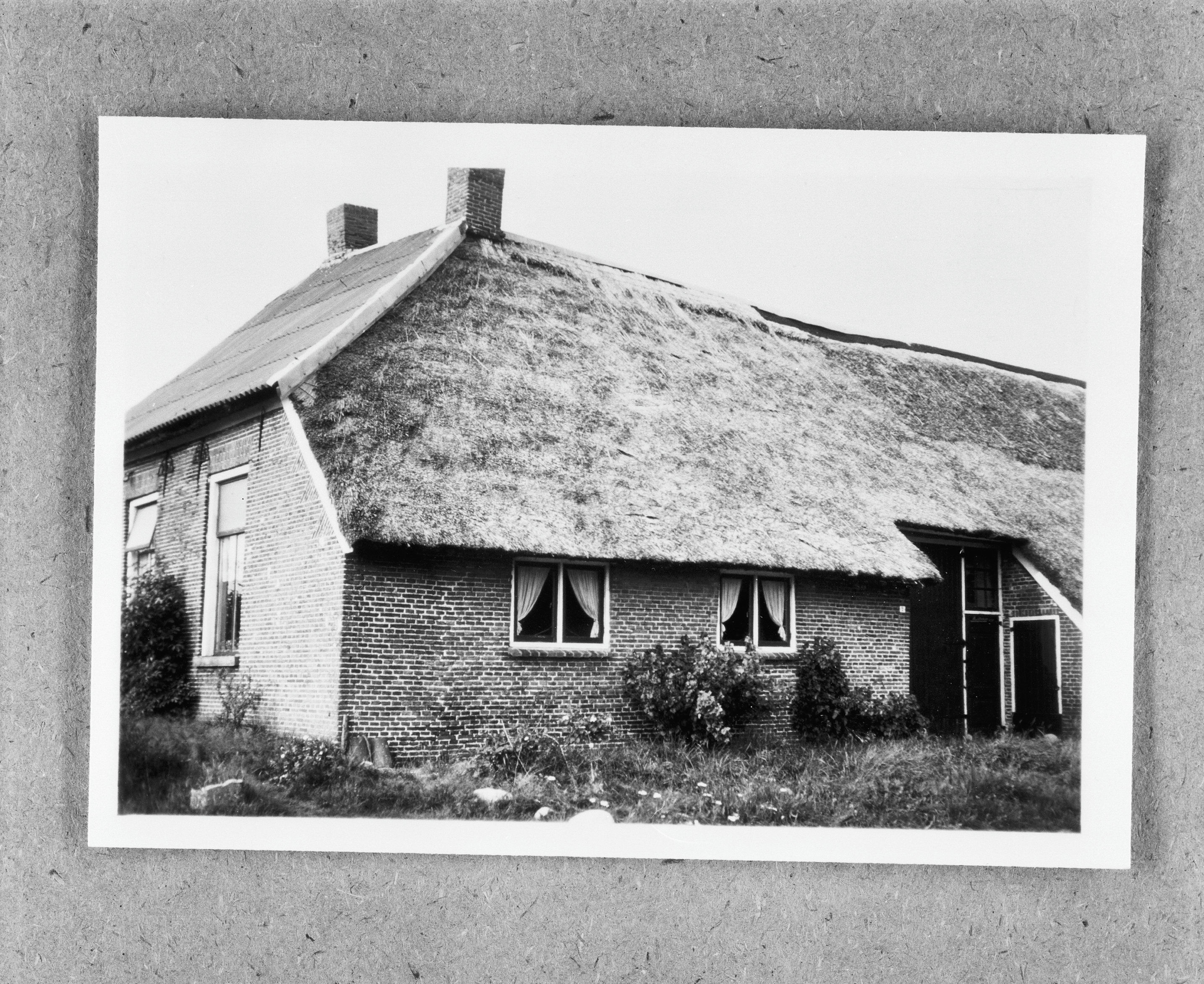
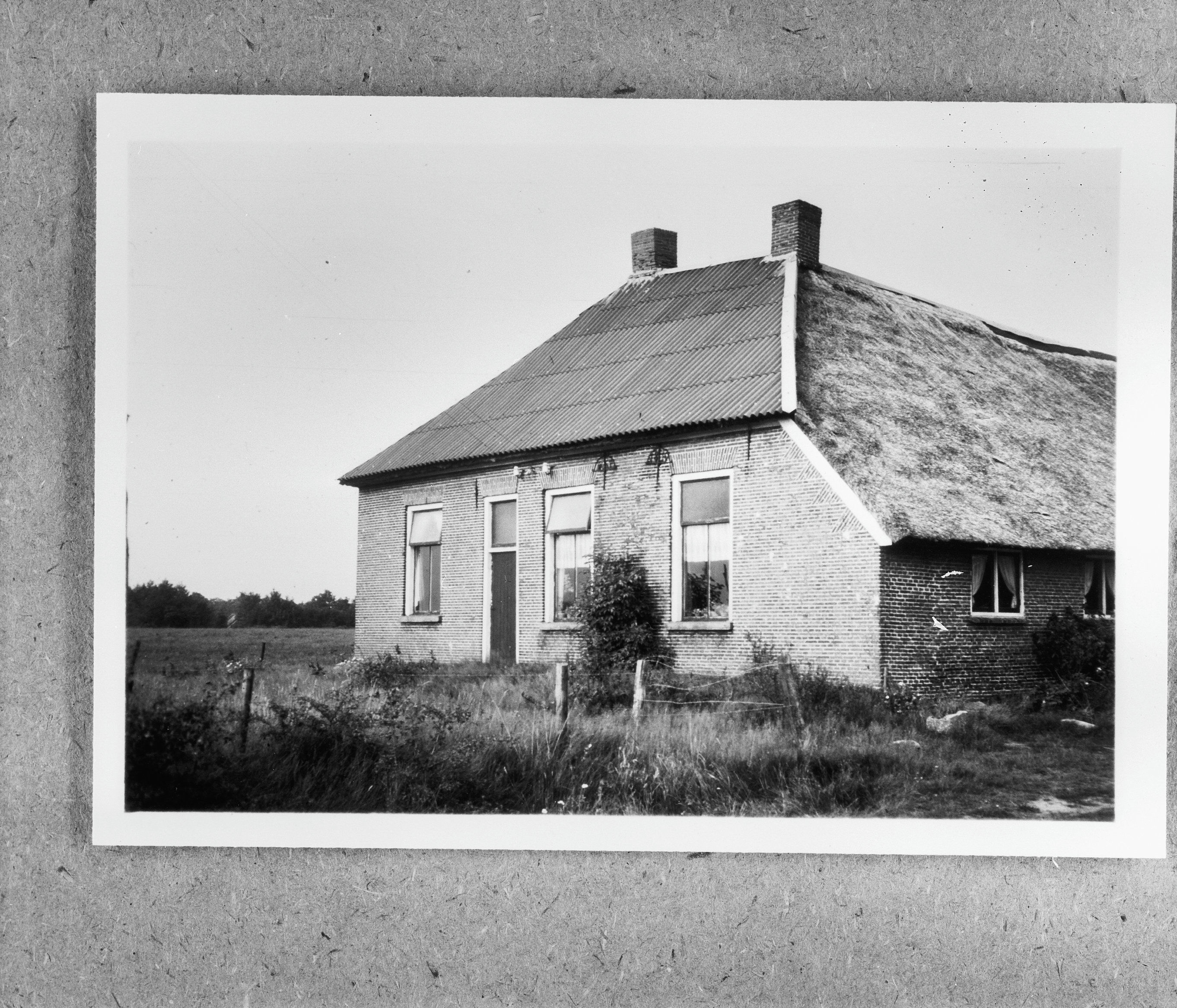
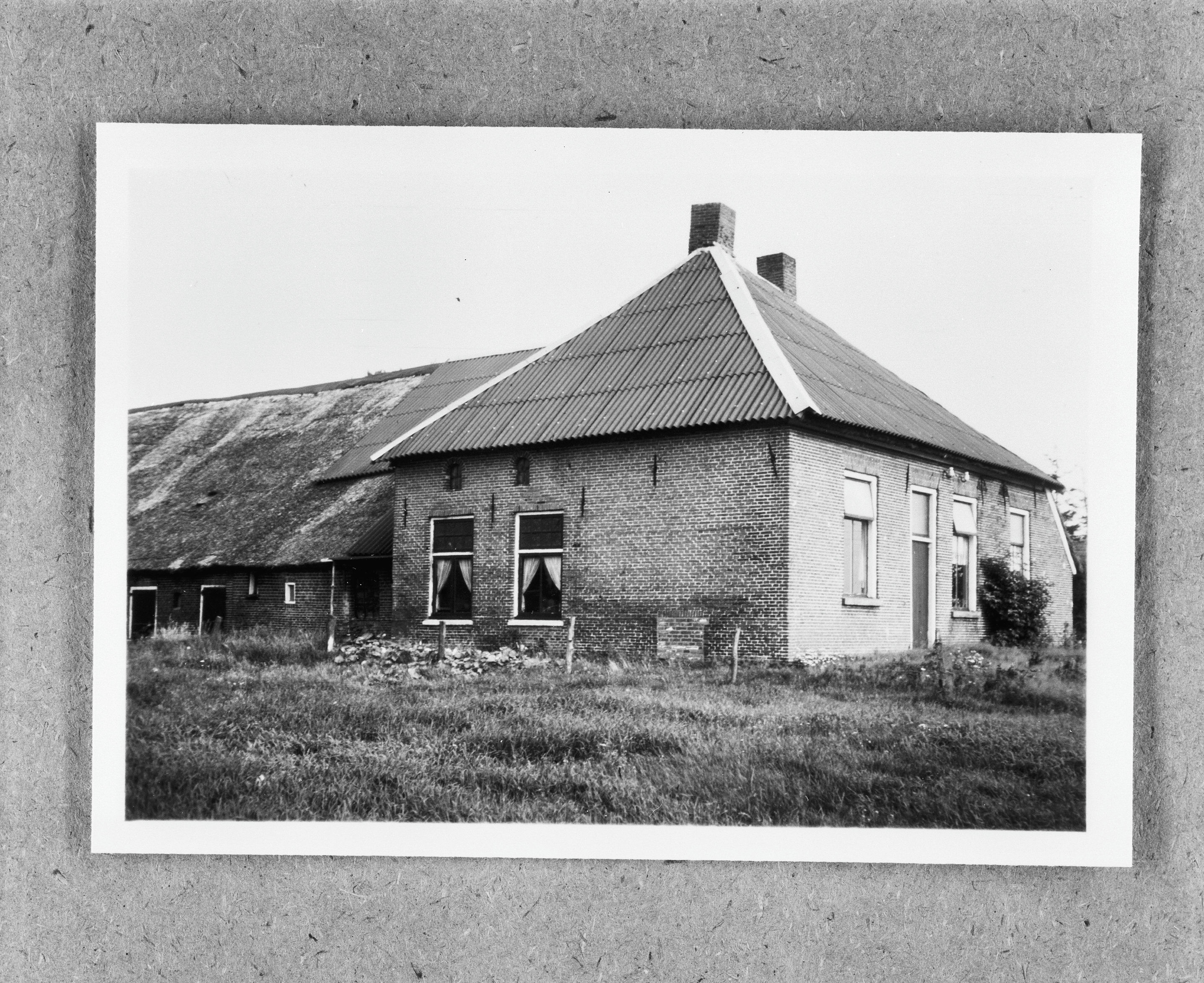
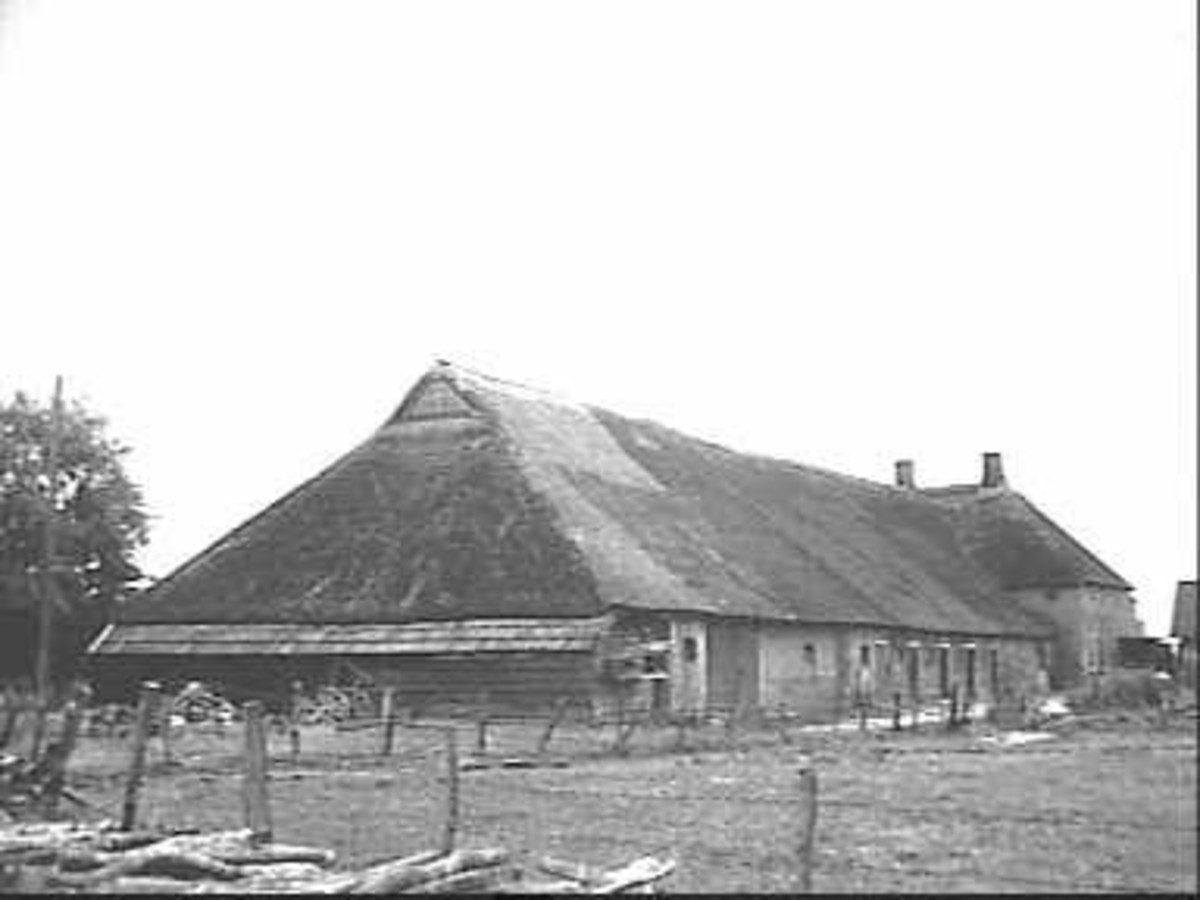
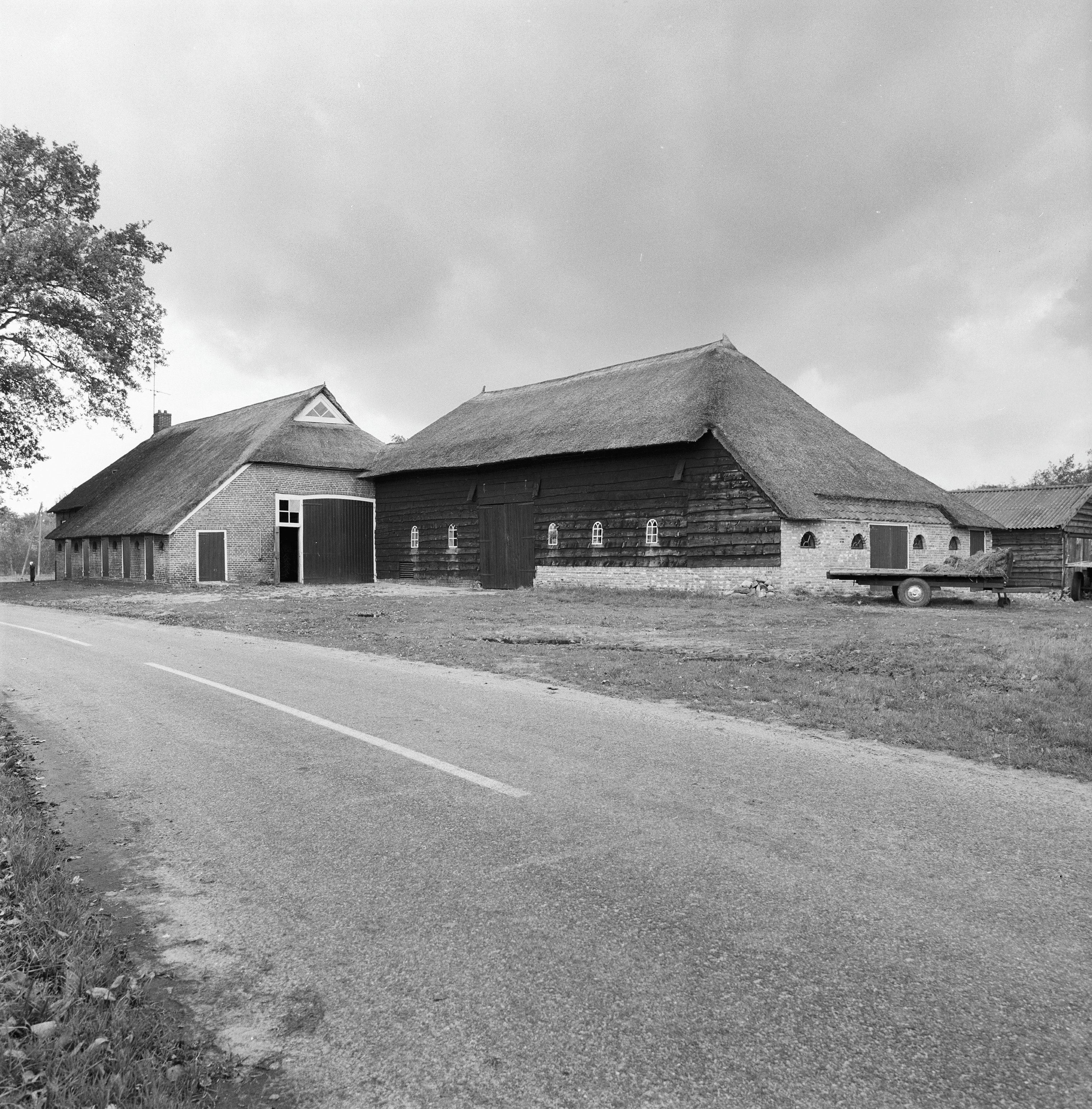
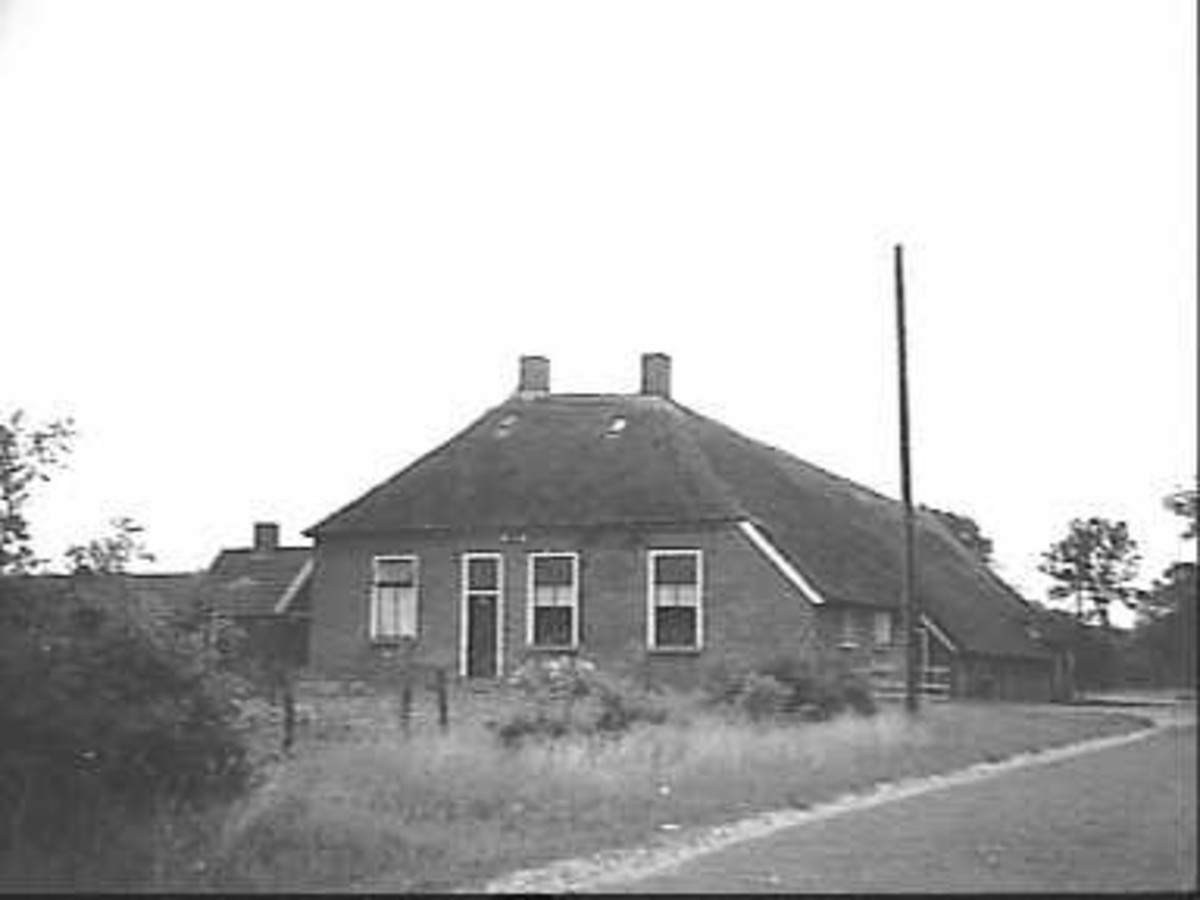
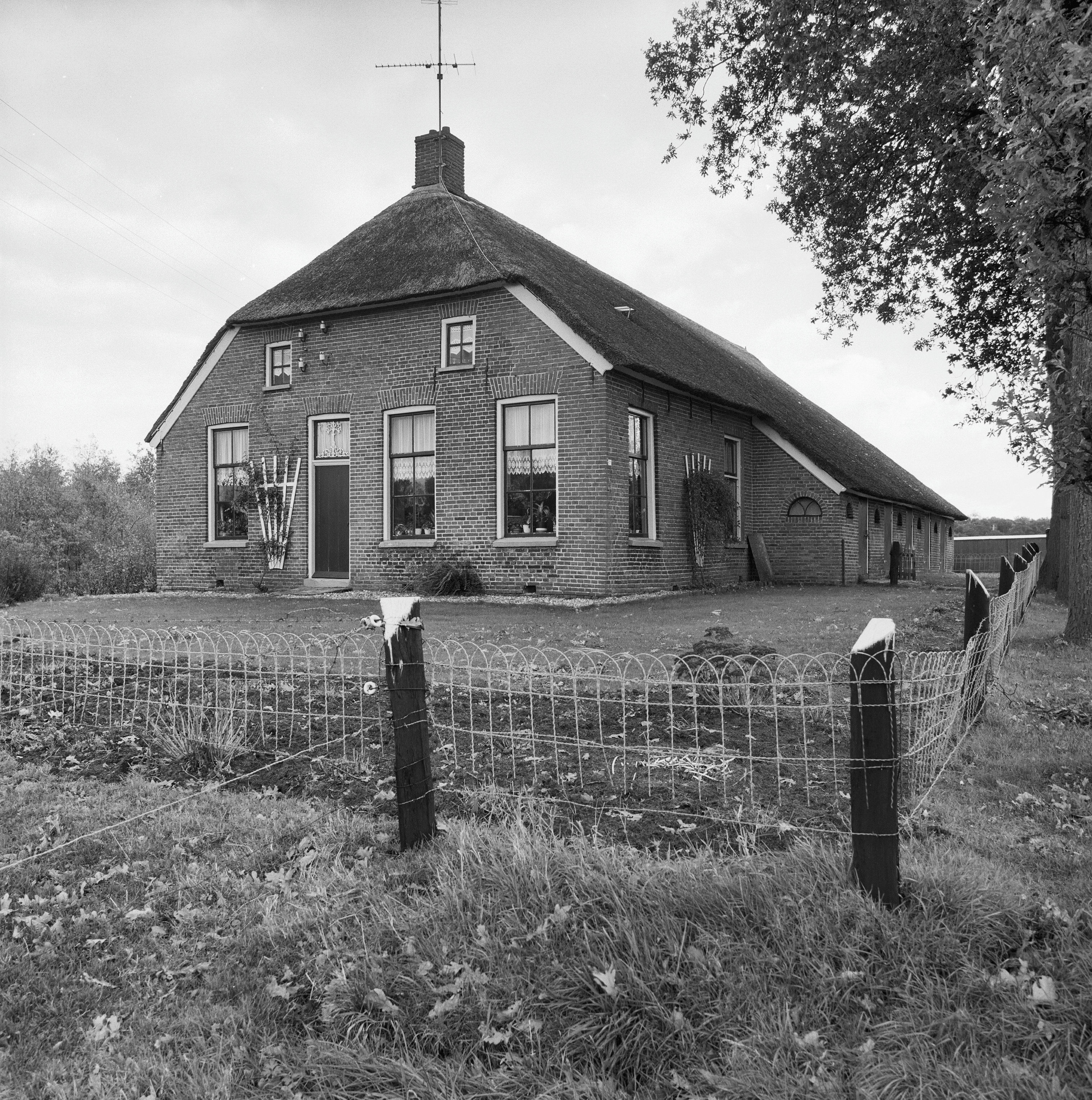

Dorpen en Buurtschappen: Alteveer · Ansen (deels) · Berghuizen · Drogteropslagen · Echten · Eursinge · Fort · Haakswold · Hees · Kerkenveld · Koekange · Koekangerveld · Linde · Oldenhave · Oosteinde · Ruinen · Ruinerweide · Ruinerwold · Veeningen · Weerwille · de Wijk · Zuidwolde

Overige kernen: Anholt · Armweide · Bazuin · Benderse (deels) · Blijdenstein · Bloemberg · Braamberg (deels) · Buitenhuizen · Bultinge · Dickninge · Dijkhuizen · Drogt · Dunningen · Eemten · Engeland · Gijsselte · Haalweide · Hoge Linthorst · Kraloo (deels) · Kraloo · Leeuwte · Lubbinge · Lunssloten · Middelveen · Nolde · Noordwijk · Oosterwijk · Oshaar · Oud Veeningen · Paardelanden · Pieperij · Rheebruggen · Schottershuizen · Schrapveen · De Stapel · Steenbergen · Struikberg · De Stuw · Ten Arlo · De Tippe · Vuile Riete · Wemmenhove · Witteveen (deels) 

Drenthe: Steden en dorpen      Nederland: Provincies · Gemeenten